# 月の世界
『月の世界』（つきのせかい、伊: Il mondo della luna）Hob.28-7は、フランツ・ヨーゼフ・ハイドンが作曲した3幕からなるオペラ（ドランマ・ジョコーソ）。イタリア語の台本はカルロ・ゴルドーニによる（後述）。

## 概要
1777年にエステルハージ家の次男ニコラウス伯爵とマリア・アンナ・ヴァイセンヴォルフ伯爵夫人の婚礼を祝うために作曲・完成され、同年の8月3日（7月の説もある）にエステルハーザ宮廷歌劇場で初演がなされた。
初演以降は再演が行われず、蘇演は20世紀になるまで待たなければならなかった。1959年のオランダ音楽祭（カルロ・マリア・ジュリーニ指揮）他で蘇演がなされている。日本での初演は1973年2月に東京室内歌劇場の公演においてであった。また自筆譜が分離したため、現在は3つの断片として現存するが、いずれもヨーロッパの3つの図書館に保管されている（ただし楽譜の大半はブダペストの国立セーチェーニ図書館に保管）。
本作のいくつかの楽曲は別の作品に転用しており、序曲は後に交響曲第63番の第1楽章に転用され、第2幕のエルネストのアリア「悪くはならないこともあるのです」(Qualche volta non fa male)は『マリアツェル・ミサ』の「ベネディクトゥス」として改作している。

## 台本
台本はカルロ・ゴルドーニの原作を、カール・フリーベルト（Karl Frieberth）が改作したものと考えられている。フリーベルトは、エステルハージ家の歌手であり、演出や台本も手掛けていた人物である。
原作は喜劇作家カルロ・ゴルドーニのイタリア語の戯曲であり、ハイドンを含む当時の多くの作曲家たちがそれに基づくオペラを作曲しているが、最初に曲付したのはバルダッサーレ・ガルッピであった（ガルッピの方のオペラは1750年1月29日にヴェネツィアで初演されている）。ハイドンが作曲した本作は原作と同じく全3幕からなるが、原作を基にし、カール・フリーベルトが手を加えた（とされる）台本を使用している。また第1幕と第2幕の第14場（最初の2行まで）まではオリジナルに概ね従っているが、以降から第3幕まではまったく別の展開になっている。この別の部分はジェンナーロ・アスタリータ作曲のオペラ（1775年ヴェネツィアで初演）のテクストと同じものである（ただし最終合唱に採用されているテクストの出典は不明）。

## 楽器編成
- 木管楽器:2フルート、2オーボエ、2ファゴット
- 金管楽器:2ホルン、2トランペット
- その他:弦五部、ティンパニ、舞台上に2ファゴット、2ホルン

## 登場人物
| 人物名                                                                                | 声域     | 役                     | 1777年の初演者 （指揮:フランツ・ヨーゼフ・ハイドン）  |
| ------------------------------------------------------------------------------------- | -------- | ---------------------- | ----------------------------------------------------- |
| エックリティーコ                                                                      | テノール | えせ天文学者           |                                                       |
| エルネスト                                                                            | アルト   | 騎士                   | ピエトロ・ジェラルディ (Pietro Gherardi)              |
| ブオナフェーデ                                                                        | バリトン | 天文学に興味を持つ豪商 | ベネディット・ビアンキ (Benedetto Bianchi)            |
| クラリーチェ                                                                          | ソプラノ | ブオナフェーデの娘     | カタリーナ・ポシュワ（ポシュヴァ） (Catarina Poschwa) |
| フラミーニア                                                                          | ソプラノ | ブオナフェーデの娘     | マリア・アンナ・プットラー (Marianna Puttler)         |
| リゼッタ                                                                              | ソプラノ | ブオナフェーデの召使い | マリア・イェルモーリ (Maria Jermoli)                  |
| チェッコ                                                                              | テノール | エルネストの従僕       | レオポルト・ディヒトラー (Leopold Dichtler)           |
| その他:エックリティーコの弟子たち、紳士たち、小姓たち、踊り手たち、従僕たち、兵士たち |          |                        |                                                       |

## 演奏時間
全幕は約2時間45分（ランドン版による）。各幕…第1幕:約70分、第2幕:約80分、第3幕:約15分。

## あらすじ
舞台は18世紀中頃のイタリア

### 第1幕
第1場
エックリティーコ家の屋上。えせ天文学者エックリティーコは、自分を含むクラリーチェとの結婚をブオナフェーデに認めさせるために計画を立てる。豪商でお人よしのブオナフェーデに「月には素晴らしい世界がある」と吹聴し、望遠鏡（その先端に取り付けた機械仕掛け）をブオナフェーデにのぞかせる。ブオナフェーデは有頂天になり、エックリティーコは月の世界に連れて行く計画を立て、フラミーニアの恋人で騎士のエルネストと召使いリゼッタに恋を抱くチェッコらを仲間に引き入れて協力を要請する。
第2場
ブオナフェーデ家の一室。それぞれの恋人との結婚を望むクラリーチェとフラミーニアは、父親の厳しい生活から逃げ出すことを考える。そこにブオナフェーデが帰り、彼はバルコニーに出ている娘を叱りつけ、娘たちは「家から逃げ出して結婚させてほしい」と息巻く。召使いのリゼッタが現れ、彼女に望遠鏡で見た月の世界の話をするが、リゼッタは知らないふりをする。やがて、エックリティーコが月の皇帝からの招待状が来たとブオナフェーデ家に訪問し、魔法の薬を飲むことで月への旅行ができるという話をし、早速ブオナフェーデは薬を飲むが、この薬が睡眠薬とは知らずに眠りに落ちる。クラリーチェとフラミーニアが現れると、2人は父親が死んだと勘違いして気が動転するが、エックリティーコから残された遺産は譲るという遺言を聞くと2人は泣き笑う。

### 第2幕
エックリティーコ家の庭。ブオナフェーデが目覚めると、月の皇帝に扮するチェッコと宵の明星ヘスペロスに扮するエルネストが登場し、すっかり月の世界と信じ込んでいるブオナフェーデは興奮する。そこへリゼッタが連れて来られ、それに続いてクラリーチェとフラミーニアも到着すると、エックリティーコの計画が進められる。皇帝チェッコはリゼッタを皇妃の座を与えると宣言し、リゼッタは自分のものと言い張るブオナフェーデだったが、空しくも聞き入れられずリゼッタは皇妃となる。これに続きフラミーニアとエルネスト、クラリーチェとエックリティーコを結婚させるよう宣言する。エックリティーコの計画は見事に成功し、ブオナフェーデは最後になって騙されたと気づき怒りだす。

### 第3幕
エックリティーコ家の広間。茶番に怒りを露わにするブオナフェーデだったが、結局は自分の決めた厳しい掟に反省し、娘の結婚に同意する。クラリーチェとエックリティーコは喜び、さらにブオナフェーデは娘たちに持参金を分け与え、一同は月からもたらされた幸運に感謝して締めくくる。

## 録音
現在に至って上演やレコーディングがほとんどなされていない。最初の録音は1978年にアンタル・ドラティによって行われている（オーケストラはローザンヌ室内管弦楽団、レーベルはフィリップス）が、現時点ではドラティのが唯一である。Giuseppe Camerlingo, Conservatorio Bruno Maderna によるDVDが出ている。

## 編曲
- 交響曲第63番 Hob.I:63 の第1楽章は、『月の世界』序曲の転用。
- マリアツェル・ミサ Hob.XXII:8（1782年）のベネディクトゥスは、『月の世界』の中のアリアの転用。
- フルート三重奏曲 Hob.IV:6-11（1784年）の中に『月の世界』の間奏曲、アリア、合唱曲、バレエ曲などが転用されている。
- 音楽時計曲 Hob.XIX:1 にも『月の世界』の音楽が使われている（ハイドン本人による編曲かどうかは不明）。

## 参考資料
- 『作曲家別名曲解説ライブラリー ハイドン』（音楽之友社）
- 『新グローヴ 音楽事典』（スタンリー・セイデイ著、白水社）